# Група родовищ Мелейха
Група родовищ Мелейха – група нафтових родовищ на північному заході Єгипту у нафтогазоносному басейні Шушан.

## Відкриття родовища Мелейха
У другій половині 1960-х років в прибережних районах Західної пустелі почала розвідувальні роботи американська компанія Phillips Petroleum (з 1967-го діяла через компанію-оператора WEPCO). Їй вдалось виявити такі значні нафтові родовища, як Аламейн та Умбарака, проте результати розвідки на цілому ряді структур оцінили як незадовільні. Так, у 1972-му розвідувальна свердловина Meleiha 1X, закладена в районі за шість десятків кілометрів на південь від міста Мерса-Матрух, виявила нафту, проте притоки з наступних шісти оціночних свердловин були визнані некомерційними. Як наслідок, у 1975 році Phillips Petroleum відмовилась від цієї території. 
У 1978-му італійська Agip отримала права на блок Мелейха. Після проведення сейсмічних досліджень відновили розвідувальне буріння і в 1980 році після тестування свердловини Meleiha 8X оголосили про комерційне відкриття.
За прийнятою в Єгипті практикою розробка відкритих за участі іноземних інвесторів родовищ провадиться через спеціально створені компанії-оператори, якою для Agip стала заснована у 1981-му Agiba Petroleum Company. У 1988-му International Finance Corporation (IFC) ухвалила рішення інвестувати в розробку блоку Мелейха, що дало їй 20% від частки інвестора (та, відповідно, 10% у Agiba Petroleum), а у 1995-му 24% частки інвестора отримала російська компанія Лукойл. У 2010-му IFC продала свою частку японському концерну Mitsui, а станом на середину 2010-х вона перейшла до Eni (в 1998-му поглинула Agip, яку перед тим контролювала починаючи з 1953-го), що таким чином сконцентрувала 76%.

## Продуктивні формації та запаси головного родовища
Запаси родовища Мелейха знаходились у 5 нафтонасичених горизонтах пізньокрейдової формації Бахарія (сеноманський ярус), яка складена пісковиками, глауконітовими пісковиками, зцементованими пісковиками, а також сланцями та карбонатами. У свердловині Meleiha 1X комплекс цієї формації знаходиться на глибині від 1519 до 1757 метрів.
Нафтоматеринськими породами для родовищ блоку Мелейха (як і для більшості родовищ Західної пустелі Єгипту) виступають відкладення середньоюрської формації Хататба.
Запаси родовища Мелейха оцінюються у 77 млн барелів нафтового еквівалента.

## Родовища групи
В 1985 – 1986 роках навколо Мелейхи відкрили численні родовища-сателліти, як то Південно-Східна Мелейха, Аман, Лотус, Захра, Емрі, Фалак, Барді, Карнак, Дорра. Всі вони мали поклади нафти у формації Бахрія, так само, як і відкриті в подальшому родовища Північно-Східна Мелейха, Західна Мелейха та Гавахер
На окремих родовищах також виявили вуглеводні у більш глибоких горизонтах аптського ярусу (Захра), неокому (Фалак) та юри (Фалак, Дорра, Лотус). Враховуючи це, в 2010 році провели сейсмічні дослідження, які були націлені на виявлення перспективних структур у формаціях Алам-Ель-Буейб (рання крейда, формувалась протягом неокому та апту) та Хататба (середня юра). З цього часу бере початок кампанія розвідувального буріння на глибокі горизонти, яка тривала протягом 2010-х років та продовжується у 2020-х.
У 2012-му розвідувальна свердловина Emry Deep 1x відкрила родовище у горизонті Алам-Ель-Буейб 3G (валанжинський ярус), поширення покладів якого підтвердила оціночна свердловина Emry Deep 2. Вже через 7 місяців з родовища Емрі-Діп отримували 18 тисяч барелів нафти на добу. Станом на 2015 рік видобуток на Емрі-Діп складав 11 тисяч барелів на добу, що становило чверть видобутку на всьому блоці Мелейха.
Наступне відкриття у глибоких горизонтах стало наслідком спорудження у 2013-му свердловини Rosa North 1x, яка виявила поклади у пісковиках формацій Алам-Ель-Буейб, Хататба, Рас-Каттара (остання відноситься до нижньої юри), а також у традиційній Бахарії.
2014-го виявили газове родовище Північна Дорра, а наступного року розвідувальна свердловина Melehia West Deep 1X відкрила родовище із нафтою у Алам-Ель-Буейб та газоконденсатним покладом у горизонті Сафа формації Хататба.
Не пізніше 2018-го відкрили родовище Карнак-Діп, а у 2020-му свердловина Arcadia 9 виявила родовище Південна Аркадія із нафтою у горизонті Алам-Ель-Буейб 3G. Після введення в експлуатацію ця свердловина показала дебіт у 5,5 тисяч барелів на добу, а разом з наступними свердловинами Arcadia 10 та Arcadia 11 родовище Південна Аркадія досягнуло рівня у 10 тисяч барелів на добу.
В 2021-му розвідувальна свердловина Jasmine W-1X показала на тестуванні приплив у 2000 барелів нафти та 0,2 млн м3 асоційованого газу із відкладів Хататби. 2022-го року на блоці виявили ще два родовища у глибоких горизонтах завдяки спорудженню розвідувальних свердловин Nada E Deep 1X і Meleiha SE Deep 1X. Перша з них зустріла поклади у Алам-Ель-Буейб та Хататбі, тоді як друга віднайшла продуктивні пісковики формацій Матрух (крейдовий період) та Хататба.

## Розробка родовищ блоку
Мелейха ввели у розробку в 1984 році. На певному етапі для збільшення нафтовилучення на родовищі впровадили систему підтримки пластового тиску шляхом заводнення.
Станом на 2007 рік на родовищах блоку видобули 17 млн тон нафти (приблизно 129 млн барелів).
Залишкові видобувні запаси блоку на кінець 2009 року (тобто до початку кампанії розвідувального буріння на глибокі горизонти) оцінювались у 21 млн барелів, при цьому протягом 2009-го було видобуто 7 млн барелів. На цю ж дату фонд видобувних свердловин становив 151 одиницю.
У 2012 році на блоці видобули 1,2 млн тон нафти (біля 9 млн барелів).
В 2015-му добовий видобуток на блоці Мелейха становив майже 43 тисячі барелів.
Видачу продукції відбувається через нафтопровід до терміналу Ель-Хамра (цей спеціалізований порт був створений у 1960-х роках для обслуговування родовищ сусіднього басейну Дахаб-Мірейр). 